# Amorpha georgiana
Amorpha georgiana är en ärtväxtart som beskrevs av Robert Lynch Wilbur. Amorpha georgiana ingår i släktet segelbuskar, och familjen ärtväxter.

## Underarter
Arten delas in i följande underarter:
- A. g. confusa
- A. g. georgiana